# Very Best of Roy Buchanan
Very Best of Roy Buchanan è una raccolta di Roy Buchanan, pubblicato dalla Polydor Records nel 1978.

## Tracce
Lato A
1. My Friend Jeff – 3:58 (Roy Buchanan) – Tratto dall'album: A Street Called Straight (1976)
2. Hey Joe – 5:25 (Billy Cox) – Tratto dall'album: That's What I Am Here For (1973)
3. Wayfairing Pilgrim – 5:07 (Roy Buchanan, Ed Freeman) – Tratto dall'album: In the Beginning (1974)
4. The Messiah Will Come Again – 5:53 (Roy Buchanan) – Tratto dall'album: Roy Buchanan (1972)

Durata totale: 20:23
Lato B
1. Sweet Dreams – 3:33 (Don Gibson) – Tratto dall'album: Roy Buchanan (1972)
2. Green Onions – 8:04 (Booker T. Jones, Steve Cropper, Lewis Steinberg, Al Jackson) – Tratto dall'album: Loading Zone (1977)
3. Filthy Teddy – 3:11 (Roy Buchanan) – Tratto dall'album: Second Album (1973)
4. The Heat of the Battle – 5:00 (Stanley Clarke) – Tratto dall'album: Loading Zone (1977)

Durata totale: 19:48

## Musicisti
My Friend Jeff
- Roy Buchanan - chitarra, voce solista
- Malcolm Lukens - tastiere
- Will Lee - basso
- Andy Newmark - batteria

Hey Joe
- Roy Buchanan - chitarra
- Billy Price - voce solista, accompagnamento vocale
- Dick Heintze - pianoforte, organo, clavinet, accompagnamento vocale
- John Harrison - basso fender, accompagnamento vocale
- Robbie Magruder - batteria

Wayfairing Pilgrim
- Roy Buchanan - chitarra
- Bill Sheffield - voce
- Neil Larsen - tastiere, arrangiamenti
- Kenny Tibbetts - basso
- Bill Stewart - batteria
- Greg Adams - tromba, arrangiamenti strumenti a fiato
- Lenny Pickett - sassofono alto, sassofono tenore (solo)
- Mimi Castillo - sassofono tenore
- Mic Gillette - tromba, trombone
- Stephen Kupka - sassofono baritono

Musicisti aggiunti
- Armando Peraza - congas
- Jim Rameyn - sintetizzatore programming
- Tom Flye - tamburello
- Ed Freeman - tastiere
- Venetta Fields - accompagnamento vocale, coro
- Carlena Williams - accompagnamento vocale, coro

The Messiah Will Come Again e Sweet Dreams
- Roy Buchanan - chitarra
- Roy Buchanan - voce (brano: The Messiah Will Come Again)
- Chuck Tilley - voce (brano: Sweet Dreams)
- Teddy Irwin - chitarra ritmica
- Dick Heintze - organo, pianoforte
- Peter Van Allen - basso
- Ned Davis - batteria

Green Onions
- Roy Buchanan - chitarra solista (secondo e quarto assolo)
- Steve Cropper - chitarra solista (primo e terzo assolo)
- Malcolm Lukens - organo
- Donald Duck Dunn - basso
- David Garibaldi - batteria

The Heat of the Battle
- Roy Buchanan - chitarra solista
- Raymond Gomez - chitarra ritmica
- Malcolm Lukens - organo, pianoforte elettrico
- Stanley Clarke - basso
- Narada Michael Walden - batteria

Filthy Teddy
- Roy Buchanan - chitarra solista, chitarra acustica, voce
- Teddy Irwin - chitarra ritmica
- Dick Heintze - pianoforte, organo
- Don Payne - basso
- Jerry Mercer - batteria